# Cinara rigidae
Cinara rigidae är en insektsart som beskrevs av Hottes 1958. Cinara rigidae ingår i släktet Cinara och familjen långrörsbladlöss. Inga underarter finns listade i Catalogue of Life.